# Laphria janus
Laphria janus är en tvåvingeart som beskrevs av Mcatee 1919. Laphria janus ingår i släktet Laphria och familjen rovflugor. Inga underarter finns listade i Catalogue of Life.